# Iso-Selkiäinen
Iso-Selkiäinen eller Selkiäisjärvi är en sjö i Finland. Den ligger i kommunen Konnevesi i landskapet Mellersta Finland, i den centrala delen av landet, 290 km norr om huvudstaden Helsingfors. Iso-Selkiäinen ligger 108,4 meter över havet. Den är 19,6 meter djup. Arean är 98,3 hektar och strandlinjen är 12,43 kilometer lång. Sjön  ingår i Kymmene älvs huvudavrinningsområde.   I omgivningarna runt Iso-Selkiäinen växer i huvudsak blandskog.
I övrigt finns följande i Iso-Selkiäinen:
- Mukulasaari (en ö)
- Saunasaaret (en ö)